# Brochantit
Brochantitul este un sulfat natural (mineral) de cupru. Formula sa chimică este CuSO4·3Cu(OH)2. 

## Descriere
Brochantitul se formează în zone cu climat cald sau arid, sau în depozite de sulfați de cupru cu oxidare rapidă; acesta a fost denumit după geologul și mineralogul francez A. J. M. Brochant de Villiers (1772-1840).
Cristalele de brochantit pot varia între verde sau albastru, și pot fi aciculare sau prismatice. Mineralul este adesea asociat cu alte minerale de cupru, cum ar fi malachitul, azuritul și crisocolul, fiind pseudomorf cu acestea, dar și cianotrichit (cu care este confundat).
Acesta se găsește într-un număr mare de locații din lume, dintre care, cele notabile se află în sudul Statelor Unite (în special Arizona), Chile și localitatea Serifos, din Grecia.

## Origine
Brochantitul este un mineral format în zonele de oxidare a depozitelor de cupru, găsindu-se asociat cu alte minerale de cupru. 

### Răspândire
- Republica Cehă - Harrachov, Ludvíkov, Borovec
- Slovacia - Spania Dolina, Smolník, Gelnica, Dobšiná
- Germania - Oberwolfach, Wittichen, Neubulach
- România - Băița
- Grecia - Lavrion

### Aspect natural
În natură, brochantitul se găsește mai ales sub o formă plăcută, verde. 

## Proprietăți
Pentru a detecta prezența de cupru din mineral se pot efectua două teste: topind praf de brochantit deasupra unei flăcări, acesta colorează flacăra în alabastru. Pentru a distinge mineralul sunt necesare teste cu raze X. 

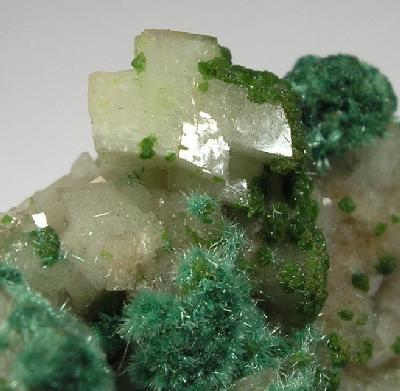
Brochantit şi conichalcit pe Calcit din Tsumeb, Namibia (Gesamtgröße der Stufe: 3,1 x 2,8 x 1,3 cm)

### Caracteristici geologice
Brochantitul poate varia în forme (în habitus) de la prismatic la fibros sau granular.

### Fizio-chimice
Brochantitul are o duritate pe scara Mohs de 3,5-4, iar densitatea de 3.97. Clivajul său este perfect {100}. 
Compoziția chimică constă în: 56,20 % Cu, 1,34 % H, 7,09 % S, 35,37 % O. Brochantitul este solubil în acizi și amoniac și se topește ușor.
- Greutate moleculară: 452,29 g/mol
- Fluorescneță: inexistentă
- Indici cuantici:
  - Fermioni: 0,0007035267
  - Bosoni:0,9992964733
- Radioactivitate: mineralul nu este radioactiv

### Optice
Culoarea sa este verde de smarald sau neagră. Luciul este sticlos spre perlat, translucid.

## Utilizare
Ocazional, ca piatră prețioasă.